# Hibiscus laevis
Hibiscus laevis е вид растение от семейство Слезови (Malvaceae). Видът е незастрашен от изчезване.

## Разпространение
Видът е разпространен в централните и източни части на Северна Америка.